# 2BACKKA
2BACKKA（ツーバッカ）は、1999年に結成された日本のJ-POPグループ。通称2B。

## メンバー
HAMMER（ハマー）
MC担当。また、トラックメーカーやプロデューサーなども務める。
2BACKKA以外では、SOUL'd OUTのDiggy-MO'とのユニットViRCAN DiMMERを2001年に結成して活動。(2020年にアルバム「HOROSCOPE」をリリース)
また、BENNIE Kなどの作品にトラックメイカーとして参加。
2BACKKAが休止中、ソロアーティストViRGO a.k.a.HAMMERとして活動。
2012年のフランスで開催されたジャパンエキスポ2012ではラッパー初のメインステージに立つ。
また2000年より開催しているイベント「UNITY」の主催者でもある
現在は、横浜市戸塚に拠点を置き、株式会社ユニスターズを設立。ダンススタジオUNISTAを中心に、キッズタレントが所属する「HARMONIZE COMPANY」を設立。
FM戸塚では毎週木曜 12:00-15:00「戸塚井戸端会議 JOIN Thursday」のパーソナリティーを担当している。

Mago（マゴ）
MC担当。
デビュー前はマゴダルマバーナカという名前であったが、メジャーデビューの際に長過ぎるという理由で改名。
DJ HAMA（ディージェイ・ハマ）
DJ担当。

## 来歴
- 1999年12月の結成以後しばらくは各種ライブイベントや外部アーティストのライブにゲストとして参加を続ける。
- 2004年11月5日、ファーストアルバム『Turn』をリリース。
- 外国人アーティスト Funky DL Japan Tour 2004 に参加。
- 2005年4月8日、ミニアルバム『blooming sound』をリリース。
- 2006年5月31日、アルバム『Sign』でエイベックスよりメジャーデビュー。
- 2007年、中部日本放送のドラゴンズ中継『ザ・プロ野球 燃えよドラゴンズ!』のオープニングテーマとしてSEAMOとのコラボ作品「Rising Dragon」が起用された。
- 2007年9月26日、ファーストシングル「NEXT STATION」をリリース。今作ではコラボレーション企画第1弾としてフィーチャリングに渡辺俊美（TOKYO No.1 SOUL SET、THE ZOOT16）を迎えている。
- 熊本で行われた KAB 主催のラストサマーファンタジーにて「米米 CLUB」「 一青窈」と『浪漫飛行/シェイクヒップ』などをコラボ
- 2007年10月24日、セカンドシングル「HOME」をリリース。コラボレーション企画第2弾はフィーチャリングにBENNIE Kを迎えている。
- 2007年11月28日、セカンドアルバム『touch』をリリース。3か月連続リリースが成立する。
- 2008年11月5日、サードシングル「ナミダ」をリリース。個人単独名義では初のシングルとなる。
- 2009年3月4日、4枚目のシングル「ハレバレ」をリリース。
- 2009年内にavexとの契約解消。
- 2012年活動休止
- 2014年HAMMEREDが音楽プロダクション「Ruby Baby Production」設立

## 作品

### シングル
|     | 発売日         | タイトル     | 規格品番                         | 収録曲 | 備考                                                                                             |
| --- | -------------- | ------------ | -------------------------------- | --- | ------------------------------------------------------------------------------------------------ |
| 1st | 2007年9月26日  | NEXT STATION | AVCD-31252                       | 1. NEXT STATION 2. 粋 3. GET UP                                                                                | 2BACKKA+渡辺俊美名義。 JSB「Excite Match」エンディング・テーマ                                   |
| 2nd | 2007年10月24日 | HOME         | AVCD-31298                       | 1. HOME 2. 道 3. Memories                                                                                      | 2BACKKA+BENNIE K名義。 オリコン最高65位                                                          |
| 3rd | 2008年11月5日  | ナミダ       | AVCD-31375                       | 1. ナミダ 2. 頂 feat.CLIFF EDGE 3. ナミダ(Instrumental)                                                        | オリコン最高87位 テレビ東京系アニメ『スキップ・ビート!』エンディングテーマ                       |
| 4th | 2009年3月4日   | ハレバレ     | AVCD-31586B:CD+DVD AVCD-31587:CD | 1. ハレバレ 2. REMEMBER feat.MAY’S 3. ナミダ(TJ Mixx Remix) 4. ハレバレ(Instrumental) DVD - ナミダ(Music Clip) | テレビ愛知制作・テレビ東京系特撮ドラマ『トミカヒーロー レスキューフォース』3rdエンディングテーマ |

### アルバム
|                 | 発売日         | タイトル       | 規格品番                         | 収録曲 | 備考                      |
| --------------- | -------------- | -------------- | -------------------------------- | --- | ------------------------- |
| Indies 1st      | 2004年11月5日  | Turn           | RSTY-0003                        | 1. 不動 2. 一期一会 3. Dream Catcha feat. Diggy-MO’ 4. 情熱 5. Going My Way feat.TSUYOSHI 6. 今だから言える feat.a.mia 7. 悩殺 8. WARNING 9. オルゴール時計 feat.BENNIE K 10. ONE LOVE                                                       | ROCK STYLE                |
| Indies 1st mini | 2005年4月8日   | blooming sound | RSTY-0004                        | 1. SKY～もう一度あの時のように～ 2. 春よ feat.TSUYOSHI 3. 呼んでる 4. サイレン 5. 呼んでる Rock Tha Spot Remix 6. 春よ feat.TSUYOSHI Radio Edit                                                                                              | ROCK STYLE / Twelve Moons |
| 1st             | 2006年5月31日  | Sign           | AVCD-17929                       | 1. 風 2. ずっと feat.呉 汝俊(ウー・ルーチン) 3. MAWASE 4. lyrical pop 5. UNITY CONNECTION 6. 第三都市 7. 知らない街 8. 追憶 9. DON’T THINK,FEEL!! 10. LET’S 11. 泪橋大摩擦音飯店 12. oh yeah～守るべきもの全てに～ 13. 旅人 14. good friends | オリコン最高212位         |
| 2nd             | 2007年11月28日 | touch          | AVCD-23401B:CD+DVD AVCD-23402:CD | 1. HOME 2. ぬくもり 3. Sureshot 4. Redscorpion 5. NEXT STATION 6. 道(album ver.) 7. 粋(album ver.) 8. WA!! 9. KARMA 10. japa´Needs 11. GET UP(DJ HAMA Scratch Remix) 12. ザ・クリエイティブカブキ 13. Interlude 14. Memories(album ver.)     | オリコン最高207位         |

### 楽曲
- WARNING
  - PRO-WRESTLING："brother"YASSHI選手の入場テーマ（2004年10月）
- KARMA
  - K-1：ブアカーオ・ポー・プラムック選手の入場テーマ（2006年6月）
- WA!!
  - 福島県アルツ磐梯スキー場CFソング（2007年1月 - 3月）

### 参加作品
- SOUL'd OUT 『Movies&Remixies』 （2003年12月10日）

M-1 Diggy Diggy Diggy Pt.Ⅱ（ViRCAN DiMMER Mix）
- BENNIE K 『THE BENNIE K SHOW』 （2004年5月8日）

M-4 MUSIC feat.HAMMER（2BACKKA）
- DJ HIYOCO 『BLACK JUICE』 （2004年9月1日）

M-9 永久に枯れない花 feat.BABY
- SOUL'd OUT 『To All Tha Dreamers』 （2005年2月2日）

M-12 Parasite Paradise Lonesome feat.HAMMER
- オムニバス 『UNITY』 （2005年10月7日）

M-1 ViRCAN DiMMER 「Rudy Hooty Jack」
M-4 BiG BEN+TSUYOSHI+mayula+HAMMER 「アラビアンナイト」
M-6 2BACKKA feat.MILI from 瘋癲 「Down Down」
M-10 妛〜akebi〜 「アケビヨリ」
M-11 mayula 「遠く」
M-13 P.B.maa 「B.P.M.」
M-14 HAMMER feat.DJ HI-KICK&DJ Mass 「Shadow Boxing」
M-15 ユナイトバス feat.HAMMER 「HABU」
M-17 UNITY a.a.s. 「UNITY 〜Episode1〜」
収録曲の大半をHAMMERがトラック作成。
- オムニバス 『「夜のピクニック」INSPIRED BEST ALBUM』 （2006年9月20日）

M-4 good friends
- BENNIE K 『Joy Trip』 （2006年11月8日）

収録曲をHAMMERがトラック作成。
- SEAMO 『Fly Away』 （2007年7月25日）

M-2 Rising Dragon feat.2BACKKA
- KMC 『キャラフル』 （2008年11月14日）

M-7 BEAT BOY
- GReeeeN 『あっ、ども。おひさしぶりです。』 （2008年6月25日）

M-11 ボヨン科ボヨヨン歌 〜愉快な大人達〜　feat. 2BACKKA & ユナイトバス

### HAMMER -Works-
<楽曲>
BENNIE K / Joy Trip、UNITY～Episode 1～、Moonchild、弁慶&牛若丸、 Lost Paradise feat.TSUYOSHI、HOME、旅人、他数曲。
GReeeeN / ボヨン科ボヨヨン歌 〜愉快な大人達〜 feat.2BACKKA
BENNIE BECCA / The Beginning 
島袋寛子 / 島んちゅぬ宝 (編曲 / 収録アルバム”私のオキナワ”は日本レコード大賞アルバム企画賞受賞)
SPEED / 4 COLORS
Tina / Mother's Day
Diggy-MO' / 爆走夢歌 HAMMER Remix。
AIR / Surfriders HAMMER Remix。
JANEL & HAMMER,George-K / Happy Ending (※ビーチバレー国内大会「ファイテン JBV ツアー 2009」オフィシャルソング)
双音家 + 妛 〜akebi〜 / 絆 (※フジテレビ系「ジャンクSPORTS」エンディングテーマ)
Song Riders / Go My Way (※フジテレビ系「ジャンクSPORTS」エンディングテーマ)
BLACK SUPERIORS MiiHAN NANANE ひよりん / KANARIA Part2
BLACK SUPERIORS MiHHAN NANANE / KANARIA ZERO
CHORDs / neant

<RAP> 
SOUL’d OUT /  Parasite Paradise Lonesome feat.HAMMER
田村直美 / 愛について feat. HAMMER。 
JOE RINOIE / SYNCHRONIZED LOVE (武富士TVCMソング日本語バージョンのラップを作詞)
Jacy / Golden Moon 〜featuring EMOTIONS〜 フィーチャリングラッパーとして参加。

<produce>
映画『ニセコイ』の劇中RAPパート制作に参加。
オレオレ詐欺バイバイ大作戦 feat.デッカチャン / NANAYUHAをプロデュース。
AeLL. / エコロジーモンキーズ、頑張れ私!、switch、 Everyday 負けない !、X ‘mas for you、他数曲。
THE SOMETIME DIVE / サムダイドライブ (※川根温泉 TVCMソング)
THE SOMETIME DIVE / 友ダチ (※介護甲子園のテーマソング)
ダンスビデオ / DANCE STYLE JAZZ 全曲プロデュース
コンピアルバム『UNITY』『SPARKS』、カバーアルバム『 SUNSHINE 〜J-POP COVERS in ELECTRO/R&B〜 』 をプロデュース
5UPよしもとカウントダウンテーマソング / 参加芸人 ( 天竺鼠. かまいたち. GAG少年楽団. 藤崎マーケット. アキナ. 和牛 )
勝利のストーリー / ViRGO a.k.a.HAMMER  (※ムエタイ二冠王者 鳩選手入場テーマ)
人気ダンサーTAKAHIROのアニソンエクササイズDVD楽曲「サリーちゃん」をプロデュース 

<UNISTA経歴>
映画『TOKYO I LOVE YOU』ダンスシーンディレクション&振付プロデュース
真心ブラザーズ / 炎 (振り付け&MVダンサー)
メロディーチューバック / 振付＆MV&バックダンサー (神宮花火大会/サンリオピューロランド/超十代/舞浜イクスピアリ)
The Firstar 結成 プロデュース (J:COMテレビ番組「激アツ タブレット大作戦」テーマソング / ノタフェスにてノタルとコラボ)
DANCE DANCE DANCE YOKOHAMA 2018 / 2021 ダンスマスターとして、コンドルズと共に活躍。
m.c.A・T / Tina / シクラメン / HI-D / 2BACKKA / メロディーチューバック / MEGAHORN などLIVEバックダンサーとして活躍。
横浜開港祭2018年〜2023年 横浜開港祭親善大使の「みんなで踊ろう横浜市歌」の振付/楽曲プロデュース
戸塚区「Tsu-ka-toダンス」振付プロデュース
島田市のシティープロモーション動画「SHIMADA GREENTEA SONG」をプロデュース。 
静岡県島田市SHIMADA FES 2012 / 2013プロデュース。
島田市 しまだマラソン・テーマソング&ライブ制作。
静岡県 川根町の「川根音頭」をプロデュース。
横浜市「戸塚DEハッピー音頭」をプロデュース。
川根小学校50周年イベントゲスト参加＆制作。
東日本大震災 復興コンピレーションアルバム『届けたい希望があるから』プロデュース。
北海道障がい者サマーキャンプ音楽療法講師。
真駒内養護学校卒業式プロデュース。
ヨサコイソーラン祭 出演障がい者チーム『動夢舞』の楽曲を2012年より毎年プロデュース。
松実高等学園のダンスコース / 音楽コース顧問。
J:COMテレビ番組『横浜人図鑑』 / 『潮風音楽堂』にメインゲストとして出演。 
J:COMテレビ番組『とつかDE ハマータイム！』をプロデュース。
地域活性化イベントとつフェス2022 / TOTSU島2022などをプロデュース。
とつながり祭り2023をプロデュース / こんぴら市をプロデュース。
とつか夏まつり2023、2024副会長。
エフエム戸塚 毎週水曜日12:00-14:55 戸塚井戸端会議メインパーソナリティー
<イベント>
オーガナイザー集団” blooming sound” に加入 / 主催イベント : blooming sound / CATACLYSM2001 
SUMMER MADNESS 2002( 倖田來未 , TERRY&DAIJI&KOJI” ELITEFORCE/fromNY”” STEPFENZ”” from ROOTS” 
LL BROTHERS,SOULIVE,KANKAWA122他 ) 

イベントUNITY主催 : GReeeeN / BENNIE K / SOUL d’OUT / Def Tach / 清水翔太 / AI / TSUYOSHI / シクラメン
m.c.A・T / ハジー / MAY’J / KG / GAKU MC / SEAMO / TEE / サイプレス上野とロベルト吉野 / 2BACKKA / CHI-MAY / 
ケロポンズ / Hilty&Bosch / KURO from HOME MADE家族 / FUNKIST / 鶴 / 他

大阪ダンススタジオ FINE のダンス舞台” the lamp of hope” の音楽を担当。 
ワタナベエンタテインメントのボーカリスト新人オーディションの審査員として参加。
とつかソングコンテスト2018/2019の審査員。
DREAM MUSICオーディション2017主催。 

<映像プロデュース>
ANFiNY / Dear my friend
BLACK SUPERIORS MiiHAN NANANE ひよりん / KANARIA Part2
BLACK SUPERIORS MiHHAN NANANE / KANARIA ZERO
NANANE feat. MEGAHORN, TSUYOSHI, NAOMI YOSHIMURA, すえか / KANARIA Part1
UNISTA / CHORDs
AeLL. / ありがとうサヨナラ。
AeLL. / 舞桜
島田市 / SHIMADA GREENTEA SONG
戸塚区 / 戸塚区制80周年記念動画
戸塚区 / 戸塚区商店街連合会(TSUKATOZ)
戸塚区 / 戸塚区商店会PV
横浜市 / プラスチックゴミってどこへ行くの？
戸塚区 / ウナシーの謎解き動画
栄区 / 選挙啓発動画
戸塚区 / 選挙啓発動画
神奈川県警察 / オレオレ詐欺バイバイ大作戦
旭区 / 商店街紹介動画
瀬谷区 / せやまるタウン
戸塚区 / とつか読書チャンネル動画

## ミュージックビデオ
| 監督                  | 曲名                                                                 |
| KOHTAROH OGAWA        | 「MAWASE」                                                           |
| 川嶋大輔              | 「Dream Catcha feat.Diggy-MO'(SOUL'd OUT)」                          |
| 佐藤竜憲              | 「ナミダ」(出演:近野成美)                                            |
| 清水康彦              | 「HOME」                                                             |
| 谷正徳(tani masanori) | 「Down Down feat.MILI from FU-TEN」「SKY〜もう一度あの時のように〜」 |
| nodea(Tatsuki&Natori) | 「NEXT STATION」                                                     |
| 不明                  | 「ハレバレ」(出演:中村蒼)                                            |

## 主なライブ
- 2006年08月18日 - TREASURE052 2006 ～BODY&LOTION SUMMER SURPRISE PARTY～
- 2006年08月26日 - a-nation 2006
- 2006年10月07日 - MINAMI WHEEL 2006
- 2007年10月28日 - MINAMI WHEEL 2007
- 2008年01月20日 - SEAMO Round About Tour～2007年シーモ半期 珍プレー好プレー大賞
- 2008年3月07日 - FILTER88 新年一発目スペシャル!!
- 2008年08月24日 - a-nation 2008
- 2013年12月29日 - FAMILY ～未来へつなぐ一歩～